# Sulingen
Sulingen község Németországban, Alsó-Szászországban, a Diepholzi járásban. Lakosainak száma 13 430 fő (2023. december 31.).

## Földrajza
Sulingen Varrel, Schwaförden, Scholen és Wehrbleck községekkel határos.

## Testvértelepülések
- Joniškis
- Galten